# UCI Women's ProSeries
L'UCI Women's ProSeries è un circuito mondiale di ciclismo su strada femminile organizzato dall'Unione Ciclistica Internazionale a partire dal 2020; ricalcando l'omonimo circuito maschile, come importanza si colloca alle spalle dell'UCI Women's World Tour.

## Storia
L'UCI ProSeries è stato istituito a seguito di una riforma voluta fortemente dall'Unione Ciclistica Internazionale e comprende al suo interno gli eventi più importanti (gli ex 1.HC e 2.HC) dei 5 circuiti continentali. 

## Corse
La prima edizione delle Women's ProSeries era formata da otto prove, ma il calendario è stato stravolto dalla pandemia di COVID-19 e di queste ne sono state organizzate solamente due. L'anno successivo delle otto prove in programma ne sono state corse sei, mentre per il 2022, terzo anno di esistenza del circuito, le corse in calendario saranno solamente sei. Il Giro dell'Emilia è l'unica gara che ha sempre fatto parte del circuito da quando esso esiste.

### Corse attualmente in calendario
| Nome                                          | Paese     | Classe | Anni ProSeries |
| --------------------------------------------- | --------- | ------ | -------------- |
| Giro dell'Emilia                              | Italia    | 1.Pro  | 2020-          |
| Nokere Koerse                                 | Belgio    | 1.Pro  | 2021-          |
| Thüringen Ladies Tour                         | Germania  | 2.Pro  | 2021-          |
| Dwars door Vlaanderen                         | Belgio    | 1.Pro  | 2022-          |
| Freccia del Brabante                          | Belgio    | 1.Pro  | 2022-          |
| Setmana Ciclista Valenciana                   | Spagna    | 2.Pro  | 2023-          |
| Navarra Women's Elite Classic                 | Spagna    | 1.Pro  | 2023-          |
| Tre Valli Varesine                            | Italia    | 1.Pro  | 2024-          |
| Ixina GP Oetingen                             | Belgio    | 1.Pro  | 2025-          |
| Gran Premio Ciudad de Eibar                   | Spagna    | 1.Pro  | 2024-          |
| Women's Cycling Grand Prix Stuttgart & Region | Germania  | 1.Pro  | 2024-          |
| Schwalbe Women's One Day Classic              | Australia | 1.Pro  | 2025-          |
| Vuelta CV Féminas                             | Spagna    | 1.Pro  | 2025-          |
| Antwerp Port Epic                             | Belgio    | 1.Pro  | 2025-          |
| Grand Prix de Fourmies                        | Francia   | 1.Pro  | 2025-          |

### Corse non più in calendario
| Nome                  | Paese       | Classe | Anni ProSeries |
| --------------------- | ----------- | ------ | -------------- |
| Tour Down Under       | Australia   | 2.Pro  | 2020           |
| Giro d'Italia         | Italia      | 2.Pro  | 2021           |
| Omloop Het Nieuwsblad | Belgio      | 1.Pro  | 2021-2022      |
| Giro di Svizzera      | Svizzera    | 2.Pro  | 2022           |
| Festival Elsy Jacobs  | Lussemburgo | 2.Pro  | 2021-2023      |

## Punteggi
I punteggi per la classifica individuale vengono attribuiti ai corridori in base ai piazzamenti nelle classifiche finali di ciascuna prova e alla tipologia della stessa; in caso di corse a tappe, si attribuiscono punti anche per i piazzamenti di ogni tappa e per i giorni in maglia di leader. 
| Posizione | Classifica generale | Classifica di tappa | Maglia di leader |
| --------- | ------------------- | ------------------- | ---------------- |
| 1         | 200                 | 25                  | 5                |
| 2         | 150                 | 20                  |                  |
| 3         | 125                 | 15                  |                  |
| 4         | 100                 | 12                  |                  |
| 5         | 85                  | 10                  |                  |
| 6         | 70                  | 8                   |                  |
| 7         | 60                  | 6                   |                  |
| 8         | 50                  | 4                   |                  |
| 9         | 40                  |                     |                  |
| 10        | 35                  |                     |                  |
| 11        | 30                  |                     |                  |
| 12        | 25                  |                     |                  |
| 13        | 20                  |                     |                  |
| 14        | 15                  |                     |                  |
| 15        | 10                  |                     |                  |
| 16-25     | 5                   |                     |                  |
| 26-30     | 3                   |                     |                  |